# Glomera torricellensis
Glomera torricellensis är en orkidéart som beskrevs av Rudolf Schlechter. Glomera torricellensis ingår i släktet Glomera och familjen orkidéer. Inga underarter finns listade i Catalogue of Life.